# Флора Экспо 2010

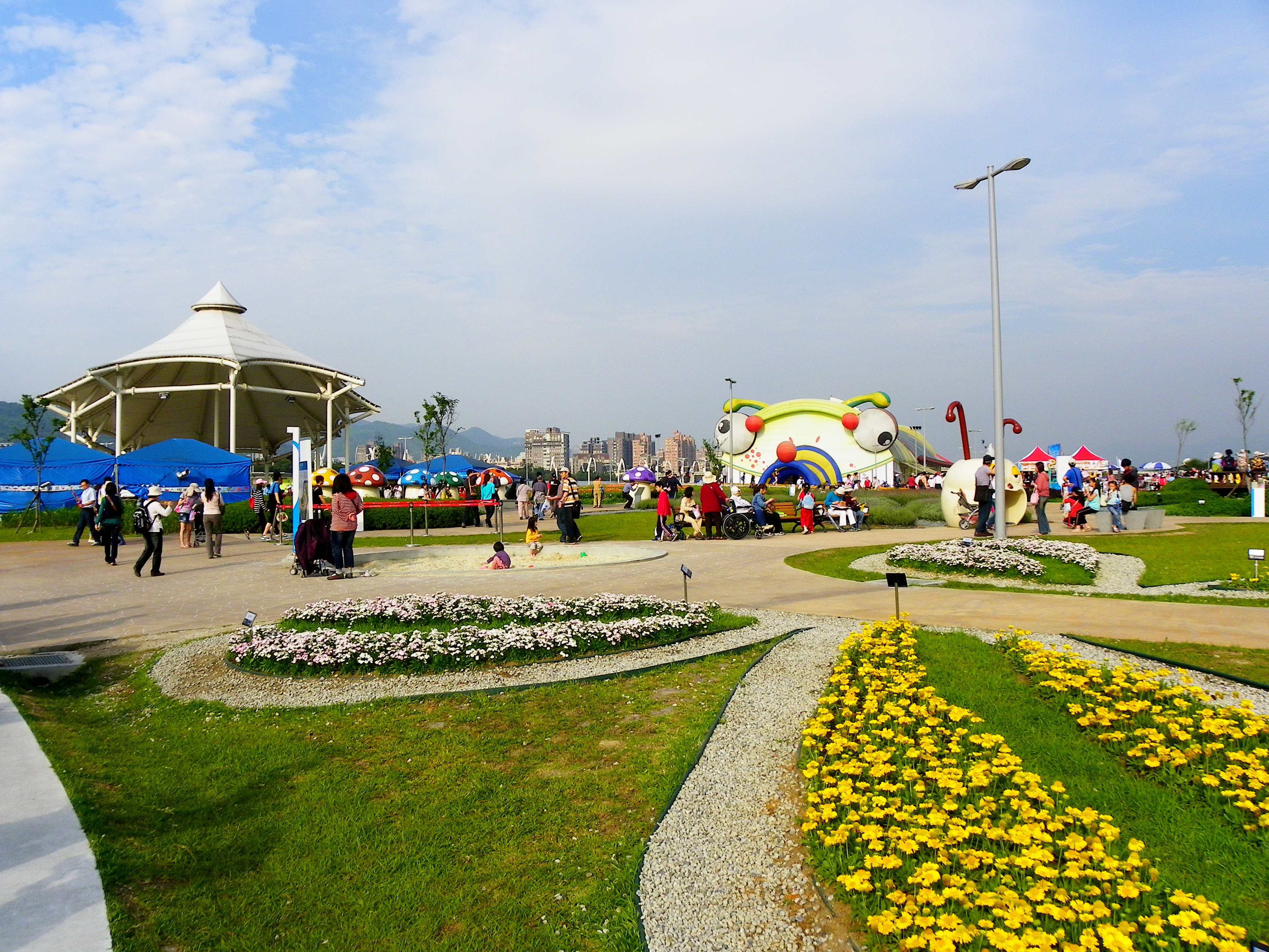
Парк Дацзя во время Флора Экспо 2010

Флора Экспо 2010 (2010 Flora Expo) - международная выставка садового искусства, которая проводилась в г. Тайбэй, Тайвань с 6 ноября 2010 г. по 25 апреля 2011 г.

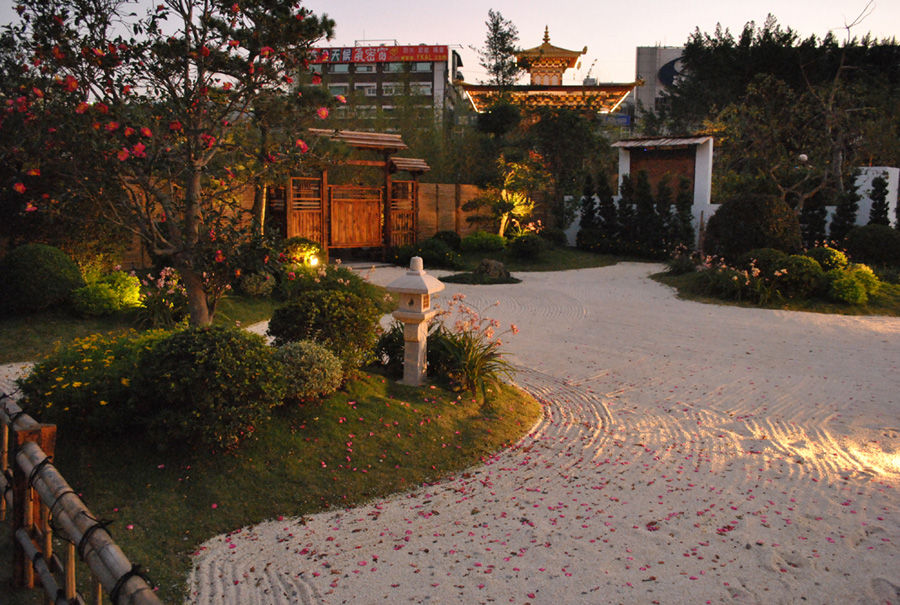
Японский сад

Экспозиция размещалась у станции метро Юаньшань, на четырех площадках: в парке Юаньшань, Тайбэйском художественном парке (у Музея изобразительных искусств), парке Синшэн и набережном парке Дацзя.
Всего за время работы выставки её посетило более 8 млн. человек.

## Структура выставки
В каждом из четырех парков Флора Экспо 2010 размещалось большое число объектов
- Парк Юаньшань
  - Храм ЭКСПО
  - Цветочная стена
  - Павильон культуры
  - ЭКСПО театр